# 附身
附身，或称附鬼，是一個超自然概念，意指活人的軀體被超自然靈體（如惡魔、神、先人的靈魂等）暫時性操控，因此表現出一些與平日相異的行為。附身的概念可見於許多宗教、神話及民間傳說中，如靈媒、乩童。

## 附身的類型
當並非所有宗教信仰認為靈體純粹為善或惡，當靈體被認為是邪惡的時候，「鬼上身」一詞被廣泛應用，而通靈中的靈體則會被認為是有益的情況。其它應用於附身的詞語包括巫毒、受洗於聖靈。被附身之人会表现出，精神失常有如精神病患者，自言自语，眼目凶狠，折磨自己等之类的反常行为。附身看起来并不可怕，但会引起旁观者的紧张和灵体的疲劳。

## 宗教角度
有些宗教——特別是亞伯拉罕諸教——並不承認有益靈體附身事件的存在，乃至拒绝承认一切附身观念。假如他們接受附身的概念，他們自然會把附身歸入邪惡之列。很多宗教也習慣以儀式驅趕這些邪惡的靈體，廣義來說稱為驅魔。
基督教的圣经里多处提及靈體附身事件，例如：
- 马太福音第8章28节至34节、马可福音第5章1节至20节、路加福音第8章26节至39节，提到兩個被鬼附的人。
- 马可福音第9章17节至27节，提到一个小孩被附身的经历。

太平天国时期，脱胎于基督教的拜上帝会领袖东王杨秀清和西王萧朝贵曾多次以“天父附体”和“天兄附体”的名义对手下发号施令，但这种说法纯属二人根据中国本土宗教的杜撰，基督教本身并无相对应的说法。

## 科學角度
在臨床醫學上有所謂解離症、多重人格、癲癇、甚至創傷後壓力症候群都可能造成這種現象。另外一種附身經驗是在耳邊不斷聽到有人講話的聲音，甚至會命令人去做一些事，常出現在精神分裂症或是藥物濫用者身上。

## 參閱
- 身体交换
- 奪舍
- 神打
- 問覡
- 驅魔
- 扶乩
- 宗教經驗
- 通靈
- 超自然现象

## 外部連結
- All about possession and ghosts （页面存档备份，存于） Spiritual Science Research Foundation
- Articles and information on channeling
- About Communication with Divine Teachers （页面存档备份，存于）
- Michael Teachings: A Michael Teachings Online Community & Resource （页面存档备份，存于）
- Intuition Network: Interview with Arthur Hastings
- Good Shepherd Institute （页面存档备份，存于）
- Lurancy Vennum - Spiritual Possession? （页面存档备份，存于）
- Schizophrenics and Others （页面存档备份，存于）
- Andrew Lang, Demoniacal Possession （页面存档备份，存于）, The Making of Religion, (Chapter VII), Longmans, Green, and C°, London, New York and Bombay, 1900, pp. 128-146.